# NGC 5521
NGC 5521 (другие обозначения — UGC 9122, MCG 1-36-30, ZWG 46.77, ARAK 443, PGC 50931) — галактика в созвездии Дева.
Этот объект входит в число перечисленных в оригинальной редакции «Нового общего каталога».